# Phạm Phi Hùng
Phạm Phi Hùng (15 tháng 10 năm 1933 – 10 tháng 10 năm 2021) là một sĩ quan cao cấp của Quân đội nhân dân Việt Nam, hàm Thiếu tướng, nguyên Chỉ huy trưởng Bộ Chỉ huy Quân sự tỉnh Vĩnh Long. Ông tên thật Phạm Văn Cừ, bí danh là Tám Chè, quê quán tại xã Thông Hòa, huyện Cầu Kè, tỉnh Trà Vinh. Ông được Nhà nước Việt Nam phong tặng danh hiệu Anh hùng Lực lượng Vũ trang Nhân dân.

## Khen thưởng
- Huân chương Độc lập hạng Nhì;
- Huân chương Quân công hạng Nhì;
- Huân chương Chiến công hạng Nhất, Nhì, Ba;
- Huân chương Chiến công Giải phóng hạng Nhất, Nhì, Ba;
- Huân chương Kháng chiến chống Pháp hạng Nhất;
- Huân chương Kháng chiến chống Mỹ, cứu nước hạng Nhì;
- Huân chương Chiến sĩ vẻ vang hạng Nhất, Nhì, Ba;
- Huy chương Quân kỳ Quyết thắng;
- Huy hiệu 70 năm tuổi Đảng

## Lịch sử thụ phong quân hàm
| Năm thụ phong | 1990                                            |
| ------------- | ----------------------------------------------- |
| Quân hàm      | Tập tin:Vietnam People's Army Major General.jpg |
| Cấp bậc       | Thiếu tướng                                     |